# Jan Sandström
Pour les articles homonymes, voir Sandström.
Jan Sandström, né le 25 janvier 1954 à Vilhelmina (Laponie suédoise), est un compositeur suédois de musique classique contemporaine. 
Il fait partie des compositeurs suédois les plus joués à travers le monde. Dans sa musique, il donne une place importante aux œuvres pour la voix (musique chorale et opéra) mais compose également pour instruments. 
Son Motorbike Concerto pour trombone est l'une des œuvres d'un compositeur suédois les plus jouées au monde (depuis sa création en 1989 elle a été jouée environ 600 fois)[réf. nécessaire]. Son second concerto pour trombone, Don Quixote (1994) et les deux concerti pour trompette (1987 et 1992/96) sont aussi fréquemment interprétées.

## Principale œuvres
- Premier concerto pour trompette (1987)
- Det är en ros utsprungen pour chœur mixte a cappella (1987)
- Premier concerto pour trombone « Motorbike Concerto »  (1989-1990)
- Deuxième concerto pour trompette (1992-1996)
- Deuxième concerto pour trombone « Don Quixote » (1994)
- Macbeth2, opéra (1997-1999)
- Description of a struggle, opéra (2005)